# كأس أنغولا 2014
كأس أنغولا 2014 هو موسم من كأس أنغولا. كان عدد الأندية المشاركة فيه 23، وفاز فيه S.L. Benfica (Luanda) ‏.